# Herbert Kilpin
Herbert Kilpin (24. leden 1870, Nottingham, Anglie – 22. říjen 1916, Milán, Italské království) byl anglický fotbalový hráč, trenér, manažer a rozhodčí. Podílel se na založení AC Milán.

## Kariéra

### Začátky a Turín
První fotbalové zápasy odehrál ve 13 letech v rodném Nottinghamu za Garibaldi Nottingham, kde se podílel na jeho založení. Poté hrál za další anglické kluby Notts Olympic a Saint Andrew's. V té době pracoval v textilním sektoru.
V roce 1891 jej podnikatel textilního sektoru Edoardo Bosio přesvědčil aby jej doprovodil do italského Turína. Zde také pracoval v textilii a začal hrát za nově vzniklý klub Inter Turín, který za osm let klub skončil. Hrál v prvních dvou italských šampionátů v letech 1898 a 1899, kde vždy prohrál z Janovem.

### Milán
Na začátku roku 1898 opustil Turín a trvale se usadil v Miláně s krajanem Daviesem. Zde začal vytrvale navštěvovat bar a spřátelil se s některými anglickými obyvateli města, včetně Edwardse. V prosinci 1899 spolu se skupinou bývalých italských členů sportovního klubu Mediolanum vytvořil Milan Football and Cricket Club, jehož prvním prezidentem byl Alfred Edwards, zatímco on nejzkušenější vzal roli hráče a manažera a také se stal prvním trenérem, prvním kapitánem a prvním velkým hráčem klubu Rossoneri. On sám zvolil červenou a černou barvu klubu, přičemž se inspiroval barvami dresů Notts Olympic. Vedl Milán k vítězství v jeho prvnímu titulu v roce 1901.
Následujícího roku prohrál ve finále s Janovem. Další dva tituly slavil v letech 1906 a 1907. Poté přenechal trenérský post Angelonimu a on sám pokračoval jako hráč. Celkem za Rossoneri odehrál 8 sezón a odehrál 22 zápasů, při niž vstřelil 7 branek, čímž pomohl svému týmu vyhrát řadu důležitých trofejí z první dekády dvacátého století. Svůj poslední zápas odehrál 12. dubna 1908 proti švýcarskému FC Montreux-Sports.

## Smrt a odkaz
Po skončení hráčské kariéry v roce 1908 odešel rozhořčený kvůli novým pravidlům federace vůči cizincům. V roce 1909 byl jmenován oficiálním rozhodčím. Zemřel 22. října 1916 pravděpodobně na masivní požívání alkoholu. Byl pohřben na hlavním hřbitově v Miláně, v hrobě na poli vyhrazeném pro takzvané „nekatolíky“, obecně protestantské křesťany (byl anglikán). Byl exhumován v roce 1928, dvanáct let po jeho smrti, byly jeho kosti díky finanční intervenci anonyma (pravděpodobně příslušníka Milána nebo některého z jeho obdivovatelů) zachráněn před rozptýlením.
Nová hrobka zůstávala opuštěná po celá desetiletí, až ji v roce 1998 po dlouhém pátrání objevil Luigi La Rocca, historik a fanoušek Rossoneri, který v archivu hřbitova našel jméno jistého Alberta Kilpina. Následně, také díky zájmu a financování klubu Rossoneri, byly koncem roku 1999 jeho kosti přemístěny do nové a viditelnější kostnice na monumentálním hřbitově v Miláně.
Při příležitosti 120 let od založení klubu se v roce 2019 Magistrát města Milána pojmenoval kruhový objezd před sídlem klubu Rossoneri.

## Úspěchy

### Klubové
- vítěz italské ligy (3x)

Milán: 1901, 1906, 1907